# Antalya Büyükşehir Belediyesi Spor Kulübü
L'Antalya Büyükşehir Belediyesi Spor Kulübü è una società cestistica avente sede ad Antalya, in Turchia. Fondata nel 1995, gioca nel campionato turco.
Disputa le partite interne nella Dilek Sabancı Sport Hall, che ha una capacità di 2.550 spettatori.